# Дејвид Вајнланд
Дејвид Вајнланд (енгл. David Jeffrey Wineland; Милвоки, 24. фебруар 1944) амерички је физичар, добитник Нобелове награде за физику 2012. године. Нобелову награду је добио заједно са француским физичарем Сержом Арошом. Докторирао је 1970. године на Универзитету Харвард. Предаје на Универзитету у Колораду, у Болдеру.